# Надалини, Томаз
Томаз Надалини (итал. Thomas Nadalini; род. 2 мая 2002 года) — итальянский шорт-трекист. Двукратный серебряный призёр чемпионатов мира по шорт-треку, чемпион Европы 2025 года, серебряный и бронзовый призёр чемпионата Европы.

## Спортивная карьера
Томаз Надалини на молодежном уровне завоевал в составе смешанной эстафеты бронзовую медаль на Юношеских Олимпийских играх 2020 года в Лозанне. На этих соревнованиях на индивидуальных стартах занял 8 место на 500 м и 10 место на 1000 м.
Принял участие в соревнованиях на чемпионате Европы 2023 года в Гданьске, где завоевал серебряную медаль в мужской эстафете, а также стал бронзовым призёром в микст-эстафете.
На чемпионате мира 2023 года в Сеуле в мужской смешанной эстафете стал серебряным призёром.